# Acraea ecketti
Acraea ecketti är en fjärilsart som beskrevs av Jackson 1951. Acraea ecketti ingår i släktet Acraea och familjen praktfjärilar. Inga underarter finns listade i Catalogue of Life.